# Salemi
Salemi es una localidad de la provincia de Trápani, región de Sicilia, con 11.163 habitantes.

Ubicación de la ciudad de Salemi dentro de la provincia de Trápani.

## Evolución demográfica
| Gráfica de evolución demográfica de Salemi entre 1861 y 2001 |
|                                                              |
| Fuente ISTAT - Elaboración gráfica por parte de Wikipedia    |